# Kil, Värmland
Kil är centralort och tätort i Kils kommun. Kil med Kils station är en viktig järnvägsknut med trafikerade järnvägar i fem olika riktningar.

## Historia
Kil var och är belägen i Stora Kils socken och ingick efter kommunreformen 1862 i Stora Kils landskommun. I denna inrättades för orten 22 februari 1901 Kils municipalsamhälle, vilket upplöstes 31 december 1962.

### Befolkningsutveckling
| Befolkningsutvecklingen i Kil 1960–2020                                                                                           | Befolkningsutvecklingen i Kil 1960–2020 | Befolkningsutvecklingen i Kil 1960–2020 | Befolkningsutvecklingen i Kil 1960–2020 | Befolkningsutvecklingen i Kil 1960–2020 |
| --- | --------------------------------------- | --------------------------------------- | --------------------------------------- | --------------------------------------- |
| |                                         |                                         |                                         |                                         |
| År |                                         |                                         | Folkmängd                               | Areal (ha)                              |
| 1960 | 1960                                    |                                         | 3 288                                   |                                         |
| 1965 | 1965                                    |                                         | 3 768                                   |                                         |
| 1970 | 1970                                    |                                         | 4 771                                   |                                         |
| 1975 | 1975                                    |                                         | 6 484                                   |                                         |
| 1980 | 1980                                    |                                         | 7 475                                   |                                         |
| 1990 | 1990                                    |                                         | 8 368                                   | 647                                     |
| 1995 | 1995                                    |                                         | 8 245                                   | 664                                     |
| 2000 | 2000                                    |                                         | 7 958                                   | 668                                     |
| 2005 | 2005                                    |                                         | 7 826                                   | 668                                     |
| 2010 | 2010                                    |                                         | 7 842                                   | 675                                     |
| 2015 | 2015                                    |                                         | 7 627                                   | 785                                     |
| 2020 | 2020                                    |                                         | 7 836                                   | 830                                     |
| Anm.: 2015 utbröts tätorten Stenåsen och småorten Fryksta kom att ligga i tätorten. 2023 uppgick Stenåsen och Skommita i tätorten |                                         |                                         |                                         |                                         |

## Samhället
Storgatan är en lång genomfartsgata med butiker och service på båda sidor.
Värmlands enskilda bank etablerade ett kontor i Kil den 1 september 1906. Kil hade även ett sparbankskontor, bland annat tillhörande Länssparbanken Värmland. Värmlandsbanken gick med tiden upp i Nordea som lade ner kontoret i Kil den 28 februari 2017. Därefter fanns Swedbank kvar på orten.

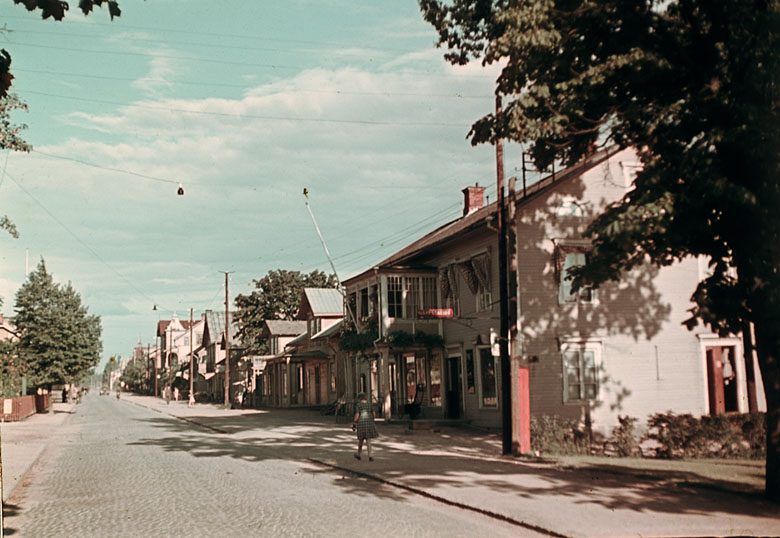
Storgatan år 1943.

## Utbildning
I tätorten Kil finns tre grundskolor: Vikstaskolan, Dallidenskolan och Sannerudsskolan. Sannerudsskolan har elever F-6, 7-9. Inom kommunen finns även tre landsbygdsskolor: Tolitaskolan, Fageråsskolan och Bodaskolan. Samtliga har elever F-6.
Det saknas gymnasium i Kil och de flesta gymnasieelever går i Karlstads kommun- och Hammarö kommun.

## Idrott
Sannerudsvallen är en idrottsplats som är hemmaarena för bland annat Stefan Holm och fotbollslagen IF Kil Fotboll (flickor) och Kils AIK FK (pojkar). Där finns även ishallen Sannerudshallen, där ishockeylaget Kils AIK IK har sin hemmaarena.

## Kända personer från Kil
- Bengt Alsterlind, TV-profil
- Irene Ekelund, friidrottare (100, 200m), Kils AIK
- Per Frick, fotbollsspelare, Elfsborg
- Björn Goop, trav[13]
- Anders Nilsson, regissör
- Per Åslund, hockeyspelare i Färjestads BK samt Tre Kronor
- Ida Hallquist, sångerska och skådespelare